# Cuarta Sección, Coyomeapan
Cuarta Sección är en ort i Mexiko.   Den ligger i kommunen Coyomeapan och delstaten Puebla, i den sydöstra delen av landet, 260 km sydost om huvudstaden Mexico City. Cuarta Sección ligger 2 137 meter över havet och antalet invånare är 444.
Terrängen runt Cuarta Sección är bergig österut, men västerut är den kuperad. Runt Cuarta Sección är det ganska tätbefolkat, med 72 invånare per kvadratkilometer. Närmaste större samhälle är Coxcatlán, 17,3 km väster om Cuarta Sección. I omgivningarna runt Cuarta Sección växer i huvudsak blandskog.